# Glawan
Glawan is een bestuurslaag in het regentschap Semarang van de provincie Midden-Java, Indonesië. Glawan telt 1511 inwoners (volkstelling 2010).